# Lijst van voetbalinterlands Oeganda - Zuid-Soedan
Deze lijst van voetbalinterlands is een overzicht van alle officiële voetbalwedstrijden tussen de nationale teams van Oeganda en Zuid-Soedan. De Oost-Afrikaanse buurlanden hebben tot op heden negen keer tegen elkaar gespeeld. De eerste wedstrijd was een vriendschappelijke ontmoeting in Juba op 10 juli 2012. Dit was tevens de allereerste interland van Zuid-Soedan. Het laatste duel, een kwalificatiewedstrijd voor de Afrika Cup 2025, vond plaats op 15 oktober 2024 in de Zuid-Soedanese hoofdstad.

## Wedstrijden
| № | Plaats   | Datum            | Competitie                                        | Wedstrijd             | Uitslag |
| - | -------- | ---------------- | ------------------------------------------------- | --------------------- | ------- |
| 1 | Juba     | 10 juli 2012     | Vriendschappelijk                                 | Zuid-Soedan − Oeganda | 2 − 2   |
| 2 | Kampala  | 30 november 2012 | CECAFA Cup 2012                                   | Oeganda − Zuid-Soedan | 4 − 0   |
| 3 | Juba     | 14 juli 2017     | African Championship of Nations 2018 kwalificatie | Zuid-Soedan − Oeganda | 0 − 0   |
| 4 | Kampala  | 22 juli 2017     | African Championship of Nations 2018 kwalificatie | Oeganda − Zuid-Soedan | 5 − 1   |
| 5 | Kakamega | 8 december 2017  | CECAFA Cup 2017                                   | Oeganda − Zuid-Soedan | 5 − 1   |
| 6 | Kampala  | 12 november 2020 | Afrika Cup 2021 kwalificatie                      | Oeganda − Zuid-Soedan | 1 − 0   |
| 7 | Nairobi  | 16 november 2020 | Afrika Cup 2021 kwalificatie                      | Zuid-Soedan − Oeganda | 1 − 0   |
| 8 | Kampala  | 11 oktober 2024  | Afrika Cup 2025 kwalificatie                      | Oeganda − Zuid-Soedan | 1 − 0   |
| 9 | Juba     | 15 oktober 2024  | Afrika Cup 2025 kwalificatie                      | Zuid-Soedan − Oeganda | 1 − 2   |

## Samenvatting
| Competitie                                   | Totaal gespeeld | Winst Oeganda | Gelijk | Winst Zuid-Soedan | Doelsaldo Oeganda – Zuid-Soedan |
| -------------------------------------------- | --------------- | ------------- | ------ | ----------------- | ------------------------------- |
| Afrika Cup-kwalificatie                      | 4               | 3             | 0      | 1                 | 4 − 2                           |
| African Championship of Nations-kwalificatie | 2               | 1             | 1      | 0                 | 5 − 1                           |
| CECAFA Cup                                   | 2               | 2             | 0      | 0                 | 9 − 1                           |
| Vriendschappelijk                            | 1               | 0             | 1      | 0                 | 2 − 2                           |
| Totaal                                       | 9               | 6             | 2      | 1                 | 20 − 6                          |

FUFA · 
A-internationals · 
Oegandees vrouwenelftal
Algerije ·
Angola ·
Bahrein ·
Benin ·
Botswana ·
Burkina Faso ·
Burundi ·
Centraal-Afrikaanse Republiek ·
Comoren ·
Congo-Brazzaville ·
Congo-Kinshasa ·
Djibouti ·
Ecuador ·
Egypte ·
Eritrea ·
Ethiopië ·
Gabon ·
Gambia ·
Ghana ·
Guinee ·
Guinee-Bissau ·
IJsland ·
Irak ·
Iran ·
Ivoorkust ·
Jemen ·
Kaapverdië ·
Kameroen ·
Kenia ·
Koeweit ·
Lesotho ·
Libanon ·
Liberia ·
Libië ·
Madagaskar ·
Malawi ·
Mali ·
Marokko ·
Mauritanië ·
Mauritius ·
Moldavië ·
Mozambique ·
Namibië ·
Niger ·
Nigeria ·
Oezbekistan ·
Rwanda ·
Saoedi-Arabië ·
Sao Tomé en Principe ·
Senegal ·
Seychellen ·
Slowakije · 
Soedan ·
Somalië ·
Tadzjikistan ·
Tanzania ·
Togo ·
Tsjaad ·
Tunesië ·
Turkmenistan ·
Zambia ·
Zimbabwe ·
Zuid-Afrika ·
Zuid-Soedan
SSFA · Zuid-Soedanees vrouwenelftal
Interlands
Tegenstander:
Benin ·
Botswana ·
Burkina Faso ·
Burundi ·
Congo-Brazzaville ·
Congo-Kinshasa ·
Djibouti ·
Egypte ·
Equatoriaal-Guinea ·
Ethiopië ·
Gabon ·
Gambia ·
Jordanië ·
Kameroen ·
Kenia ·
Malawi ·
Mali ·
Mauritanië ·
Mozambique ·
Oeganda ·
Oezbekistan ·
Rwanda ·
Sao Tomé en Principe ·
Senegal ·
Seychellen ·
Soedan ·
Somalië ·
Togo ·
Zuid-Afrika